# Caro bell'idol mio (Mozart)
Caro bell' idol mio (en italiano, Querido y bello ídolo mío), K. 562, en la mayor es un canon para tres voces a cappella de Wolfgang Amadeus Mozart; Mozart incluyó esta obra en su catálogo temático el 2 de septiembre de 1788, siendo el último de una serie de diez cánones.

## Música
El canon está escrito en compás de 3/4 y en la tonalidad de la mayor. El tema presenta una extensión de treinta y tres compases; entrando cada una de las voces transcurridos once compases.

## Texto
La letra original está escrita en italiano, pero el autor de la misma es desconocido. El poema es monoestrófico, compuesto por cuatro versos de arte menor (heptasílabos), con rima consonante según el esquema: abab. El poema presenta un carácter ligero, con un lenguaje sencillo y popular. Trata un tema amoroso, concretamente consiste en la exaltación de la figura del amado o amada.
| Caro bell' idol mio, non ti scordar di me! Tengo sempre desio d'esser vicino a te. | Querido y bello ídolo mío ¡no te olvides de mí! Tengo siempre deseo de estar cerca de ti. |
Este texto parece haber gozado de gran popularidad, particularmente para componer cánones. De esta forma, fue utilizado también para la composición de piezas de este género por compositores como el veneciano Antonio Caldara (1670-1736), así como por Ignaz Wenzel Raphael y Wenzel Joseph Trnka. El padre de Mozart, Leopold, copió siete cánones de Caldara, incluido uno con este mismo texto, por lo que es probable que su hijo Wolfgang los conociese; esta hipótesis se ve respaldada, asimismo, por el hecho de que los cánones de Caldara y Mozart presenten un comienzo muy similar, así como por la inclinación que sentía el genio austriaco por la inclusión de pasajes cromáticos, probablemente influenciado por el maestro veneciano.

## Obras relacionadas
Otros cánones que Mozart también apuntó en su catálogo temático el día 2 de septiembre de 1788 son: Difficile lectu mihi Mars (KV 559), O du eselhafter Peierl (KV 560a) y Bona nox (KV 561), los cuales presentan un lenguaje obsceno, marcado por la presencia de humor escatológico.